# Phineas és Ferb a 2. dimenzióban
A Phineas és Ferb a 2. dimenzióban (eredeti cím: Phineas and Ferb the Movie: Across the 2nd Dimension) 2011-ben bemutatott amerikai 2D-s számítógépes animációs film, amely a 2007-től 2015-ig vetített Phineas és Ferb című televíziós animációs sorozat alapján készült. A tévéfilm a Walt Disney Television Animation gyártásában készült, a Walt Disney Studios Home Entertainment forgalmazásában jelent meg. Műfaja kalandfilm és filmvígjáték.
Amerikában 2011. augusztus 5-én mutatták be. Magyarországon 2011. november 5-én a Disney Channel adta le.

## Ismertető
Phineas és Ferb számára egy váratlan pillanatban végül kitudódik, hogy a kedvelt kis háziállatuk, akinek neve az, hogy Kerry, nem más mint egy kacsacsőrű emlős, de egy titkos ügynök is, aki napról, napra próbálja a gonosz erőkkel szemben felvenni a küzdelmet. A főhősök elhatározzák, hogy mellé állnak és kiveszik a részüket a hatalmas kalandból. Amire meggondolják maguk, már máris egy másik dimenzióban kerülnek, ahol a rettentően nagyon kegyetlen Dr. Doofenshmirtz uralkodik. Már át is vette az uralmat a környék felett. A kis társaság leleplezi Dr. Doofenshmirtz óriási tervét. Mindhármójuknak, valamint az alteregóiknak össze kell tartaniuk, hogy kivédjék Dr. Doofenshmirtz visszatérését. Mert vissza akar térni az ők valódi világukba, ahol szintén azt tervezi, hogy átvegye a hatalmat.

## Szereplők
| Szereplő                | Eredeti hang             | Magyar hang     |
| ----------------------- | ------------------------ | --------------- |
| Phineas Flynn           | Vincent Martella         | Penke Bence     |
| Ferb Fletcher           | Thomas Brodie-Sangster   | Timon Barnabás  |
| Dr. Heinz Doofenshmirtz | Dan Povenmire            | Háda János      |
| Kacsacsőrú Kerry        | Dee Bradley Baker        | Eredeti hang    |
| Candace Flynn           | Ashley Tisdale           | Pupos Tímea     |
| Linda Flynn-Fletcher    | Caroline Rhea            | Kiss Erika      |
| Lawrence Fletcher       | Richard O'Brien          | Pipó László     |
| Francis Monogram őrnagy | Jeff "Swampy" Marsh      | Bácskai János   |
| Carl                    | Tyler Alexander Mann     | Renácz Zoltán   |
| Jeremy Johnson          | Mitchel Musso            | Moser Károly    |
| Isabella Garcia-Shapiro | Alyson Stoner            | Kántor Kitty    |
| Norm                    | John Viener              | Joó Gábor       |
| Normbotok               | Kevin Michael Richardson | Joó Gábor       |
| Stacy Hirano            | Kelly Hu                 | Dögei Éva       |
| Baljeet Rai             | Maulik Pancholy          | Csík Csaba      |
| Buford Van Stomm        | Bobby Gaylor             | Láng Balázs     |
| Irving                  | Jack McBrayer            | Pálmai Szabolcs |